# Krivica, Šentjur
Krivica je naselje v Občini Šentjur.